# Моретти, Джованни (архиепископ)
Джованни Моретти (итал. Giovanni Moretti; 20 ноября 1923, Мейна, королевство Италия — 16 октября 2018, там же) — итальянский куриальный прелат и ватиканский дипломат. Титулярный архиепископ Вартаны с 9 сентября 1971 по 16 октября 2018. Апостольский про-нунций в Таиланде и апостольский делегат в Лаосе, Малайзии и Сингапуре с 9 сентября 1971 по 13 марта 1978. Апостольский про-нунций в Судане с 13 марта 1978 по 10 июля 1984. Апостольский про-нунций в Египте с 10 июля 1984 по 15 июля 1989. Апостольский нунций в Бельгии и Люксембурге с 15 июля 1989 по 3 марта 1999. Апостольский нунций при Европейском союзе с 15 июля 1989 по 1994.